# Concerto cho piano số 1 (Tchaikovsky)
Concerto cho piano số 1 cung Si giáng thứ, Op. 23 là bản concerto đầu tiên mà nhà soạn nhạc người Nga Pyotr Ilyich Tchaikovsky viết cho piano. Ông bắt đầu viết tác phẩm này vào mùa đông năm 1874, cụ thể là tháng 11. Đến tháng 2 năm 1875 thì Tchaikovsky cũng hoàn thành tác phẩm. Đây được coi là một trong những tác phẩm phổ biến của Tchaikovsky và trở thành bản concerto cho piano hay nhất trong các bản concerto cho piano. Nó có thể làm người ta không nghĩ đến rằng Tchaikovsky có đến ba bản concerto cho piano. Nó đã làm lu mờ hai tác phẩm anh em kia.

## Tiểu sử
Lúc đầu tác phẩm này được đưa cho Nikolay Rubinstein, một nghệ sĩ piano và bạn của nhà soạn nhạc vĩ đại. Rubinstein đã tỏ ra không hài lòng về tác phẩm và bảo với Tchaikovsky rằng ông chỉ biểu diễn nó nếu Tchaikovsky sửa chữa một vài chỗ. Tchaikovsky đã tỏ ra tức giận và đã đưa tác phẩm nổi tiếng đến tay của nghệ sĩ piano Hans von Bülow. Và Bülow đã không khỏi choáng ngợp trước những gì được thể hiện trong bản concerto cho piano số 1 này. Sau đó, nó được biểu diễn lần đầu tiên vào ngày 25 tháng 10 năm 1875 tại Boston, Mỹ với sự chỉ huy của Benjamin Johnson Lang và sự độc diễn của chính Bülow. Cuối cùng thì Rubinstein cũng nhận ra lỗi lầm của mình, thấy được giá trị của tác phẩm và biểu diễn nó khi lưu  diễn khắp châu Âu.

## Các chương nhạc
Concerto số 1 cho piano của Tchaikovsky đã thể hiện rõ chất Nga và con người trong nhà soạn nhạc vĩ đại, đồng thời còn thể hiện trào lưu lãng mạn phổ biến thời đó. Nói chung, tác phẩm rất đẹp, hay, có sức truyền cảm không hề nhỏ. Theo truyền thống của nhạc cổ điển châu Âu, tác phẩm này gồm 3 chương:

### Chương 1: Allegro non troppo e molto maestoso – Allegro con spirito
Chương nhạc này được viết chuyển từ cung Si giáng thứ sang cung Si giáng trưởng. Đây là chương nhạc nổi tiếng nhất của tác phẩm, đặc biệt là phần đầu. Chương nhạc đã thể hiện rõ niềm tự hào về sức mạnh của con người trước số phận. Chương nhạc được mở đầu bằng tiếng kèn mang tính phát hiệu lệnh. Sau mỗi đoạn 4 tiếng kèn như thế, cả dàn nhạc giao hưởng đáp lại. Tiếp theo thì piano xuất hiện, tạo khúc đệm để các nhạc cụ bộ dây và bộ gỗ thể hiện một chủ đề. Piano thể hiện lại chủ đề đó và dạo thêm một đoạn nữa để rồi chủ đề được thể hiện lại một lần nữa bởi cả dàn nhạc (chủ đề này chính là chủ đề khiến người ta nhớ đến nó nhiều nhất). Chủ đề này không được thể hiện lại một lần nào nữa trong suốt chương nhạc mà thay vào đó là một chủ đề dựa trên một câu chuyện dân gian Ukraina kết hợp với chủ đề trữ tình. Ta có thể cảm nhận một dòng cảm xúc sâu lắng chợt bùng lên mạnh mẽ, lắng xuống rồi lại bùng lên và lắng lại. Phần sau của chương nhạc là một tràng cảm xúc như thế. Kết thúc chương nhạc, cả dàn nhạc thể hiện sự huy hoàng.

### Chương 2: Andantino semplice – Allegro vivace assai/Prestissimo
Đây là chương nhạc chậm duy nhất của tác phẩm và đây cũng là chương duy nhất viết ở cung Rê giáng trưởng. Và đây có lẽ cũng là chương nhạc thể hiện rõ nhất chất Nga trong âm nhạc của Tchaikovsky. Nghe chương 2, ta có thể cảm nhận những giai điệu của dân ca Nga. Đồng thời ta cũng có thể thấy ngay phong cách của tác giả: đằm thắm, sâu lắng như chính con người thật của ông. Chương nhạc được mở đầu bởi các nhạc cụ bộ gỗ, rồi được tiếp bởi sự thể hiện là chủ đề của piano với phần đệm của dàn nhạc dây. Tuy nhiên, ở giữa tác phẩm, có hai lần piano dạo nhanh. Chương nhạc được kết thúc với những tiếng piano nhẹ nhàng trong sự kéo dài của tiếng các nhạc cụ bộ gỗ.

### Chương 3: Allegro con fuoco
Chương 3 có nhiều điểm tương đồng với chương 1. Thứ nhất, chương 3 cũng là một chương nhanh. Thứ hai, chương 3 cũng là một chương được chuyển từ cung Si giáng thứ sang cung Si giáng trưởng. Thứ ba, chương 3 cũng được mở đầu bằng dàn nhạc và cũng có cái kết tương tự chương 1. Thứ tư, chương 3 có chủ đề khá giống với chương 1. Chương 3 chỉ có khác chương 1 ở chỗ chương này nhanh hơn. Chương 3 được mở đầu bằng mở đầu lần lượt bằng dàn nhạc dây, bộ gỗ, rồi piano độc diễn với phần đệm của bộ dây. Dàn nhạc nối tiếp một cách mãnh liệt. Chủ đề chính của tác phẩm được thể hiện lại ba lần.

## Âm thanh
| Concerto cho piano số 1 của Tchaikovsky, chương 1 |  |
|                                                   |  |
|                                                   |  |

| Concerto cho piano số 1 của Tchaikovsky, chương 2 |  |
|                                                   |  |
|                                                   |  |

| Concerto cho piano số 1 của Tchaikovsky, chương 3 |  |
|                                                   |  |
|                                                   |  |